# Sistrurus
Sistrurus Garman, 1884 è un genere di serpente velenoso della sottofamiglia Crotalinae della famiglia Viperidae. Il genere è endemico di Canada, Stati Uniti e Messico. Sono riconosciute unicamente tre specie.

## Etimologia
Il nome generico è una forma latinizzata della parola greca per "coda a sonagli" (Σείστρουρος: Seistrouros) e condivide la sua radice con l'antico strumento musicale egizio, il sistro, ossia un particolare tipo di sonaglio.